# متیل کربامات
متیل کاربامات (به انگلیسی: Methyl carbamate) همچنین با نام های متیل اورتان یا اورتیلن نیز شناخته می شود، ساده‌ترین استر کاربامیک اسید است. با فرمول شیمیایی C2H5NO2 است. 
شکل ظاهری این ترکیب جامدی بی‌رنگ است. 

## سنتز
مانند سنتز اتیل‌کاربامات، از گرم کردن مخلوط اوره و متانول، متیل‌کاربامات و آمونیاک به دست می آید:
{\displaystyle {\ce {CO(NH2)3 + CH3OH -> CH3OC(O)NH2}}}
همچنین از واکنش بین آمونیاک و متیل‌کلروفرمات و یا دی‌متیل‌کربنات نیز متیل‌کاربامات به دست می آید.

## ایمنی و ظهور
برخلاف دیگر عضو خانواده کاربامات‌ها یعنی اتیل‌کاربامات، متیل‌کاربامات برای باکتری سالمونلا موتاژن نیست و نتیجه آزمون آمس (ویکی‌پدیا انگلیسی) منفی است اما برای مگس سرکه موتاژن می باشد. نتایج تجربی سرطانزایی این ماده را برای موش‌های رت تایید میکنند. طبق اصل ۶۵ ایالات کالیفرنیا، این ماده سرطان زا می باشد.

## تولید، کاربرد و مواجهه
این ماده در شراب‌های دارای نگهدارنده (محافظت کننده) دی‌متیل دی‌کربنات (DMDC) تشخیص داده شده است.
اصلی ترین کاربرد متیل کاربامات در صنعت نساجی و پلیمر به عنوان حد واسط واکنش‌دهنده استفاده می‌شود. در صنعت نساجی برای ساخت رزین های بر پایه دی‌متیلول‌متیل‌کاربامات که به عنوان روکش‌های پرس بادوام روی الیاف پنبه‌‌ای پلی استر اعمال می‌شود. پارچه های فرآوری شده دارای زاویه چین خوردگی خوبی هستند، در برابر اسید های خشکشویی صنعتی مقاومت نشان میدهند، کلر را در خود نگه نمی‌دارند و بازدارنده شعله هستند. متیل کاربامات همچنین در داروسازی، حشره‌کش‌ها و اورتان استفاده می شود.
N-متیل کاربامات‌ها به طور گسترده ای در حشره کش ها استفاده می شوند. آنها دارای خاصیت مهار آنزیم استیل‌کولین‌استراز بدون اثرات تجمعی هستند.